# Guglielmo V d'Assia-Kassel
Guglielmo V d'Assia-Kassel, detto il Costante (Kassel, 14 febbraio 1602 – Kassel, 21 settembre 1637), fu langravio d'Assia-Kassel dal 1632 fino alla sua morte.

## Biografia
Era il figlio del langravio Maurizio d'Assia-Kassel, e di sua moglie, Agnese di Solms-Laubach.
Egli divenne famoso nel suo periodo di governo per essere riuscito a ristabilire l'economia del proprio stato, provato dalla guerra dei trent'anni (ove fu alleato del re Gustavo II Adolfo di Svezia) e per la riforma monetaria che apportò al proprio stato.
Durante gli Guerra dei trent'anni, Guglielmo V era alleato con il re Gustavo Adolfo di Svezia, entrambi pronipote di Filippo I d'Assia.
Alla fine della guerra dei trent'anni, alla firma della pace di Praga (30 maggio 1635), Guglielmo V siglò anche un patto d'alleanza con la Francia il che provocò l'invasione dell'Assia-Kassel da parte delle truppe imperiali. Guglielmo V perdette parte dei propri domini e poté riacquistarli solo dopo il pagamento di 2,5 milioni di fiorini d'oro. Guglielmo V rimase comunque considerato come un nemico dell'Impero, nomea che colpì anche tutti i rami della sua famiglia.
Guglielmo finì i propri giorni in esilio. Sua moglie si preoccupò della reggenza del langraviato per il marito dal 1626 e poi per il figlio, alla morte di Guglielmo V nel 1637, sin quando il primogenito non raggiunse la maggiore età per governare.

## Matrimonio
Sposò, il 21 settembre 1619, Amalia Elisabetta di Hanau-Münzenberg (1602-1651), figlia di Filippo Luigi II di Hanau-Münzenberg e di Caterina Belgica di Nassau.
La coppia ebbe i seguenti eredi:
- Agnese (1620-1626);
- Maurizio (nato e morto nel 1621);
- Elisabetta (1623-1624);
- Guglielmo (1625-1626);
- Emilia (1626-1693), sposò Henri Charles de La Trémoille, principe di Taranto;
- Carlotta (1627-1686), sposò l'elettore Carlo I Luigi del Palatinato;
- Guglielmo VI d'Assia-Kassel (1629–1663);
- Filippo (1630-1638);
- Adolfo (1631-1632);
- Carlo (1633-1635);
- Elisabetta (1634-1688), badessa a Herford;
- Luisa (1636-1638).

## Ascendenza
|                                   |                                  |                                   | Genitori                       |  |  | Nonni |  |  | Bisnonni          |  |  | Trisnonni            |  |
|                                   |                                  |                                   |                                |  |  |       |  |  | Filippo I d'Assia |  |  | Guglielmo II d'Assia |  |
|                                   |                                  |                                   |                                |  |  |       |  |  | Filippo I d'Assia |  |  | Guglielmo II d'Assia |  |
|                                   |                                  | Anna di Meclemburgo-Schwerin      |                                |  |  |       |  |  | Filippo I d'Assia |  |  |                      |  |
| Guglielmo IV d'Assia-Kassel       |                                  |                                   |                                |  |  |       |  |  | Filippo I d'Assia |  |  |                      |  |
|                                   |                                  | Cristina di Sassonia              | Giorgio di Sassonia            |  |  |       |  |  |                   |  |  |                      |  |
|                                   |                                  | Cristina di Sassonia              | Giorgio di Sassonia            |  |  |       |  |  |                   |  |  |                      |  |
|                                   |                                  | Cristina di Sassonia              | Barbara Jagellona              |  |  |       |  |  |                   |  |  |                      |  |
| Maurizio d'Assia-Kassel           |                                  | Cristina di Sassonia              |                                |  |  |       |  |  |                   |  |  |                      |  |
|                                   |                                  | Cristoforo di Württemberg         | Ulrico di Württemberg          |  |  |       |  |  |                   |  |  |                      |  |
|                                   |                                  | Cristoforo di Württemberg         | Ulrico di Württemberg          |  |  |       |  |  |                   |  |  |                      |  |
|                                   |                                  | Cristoforo di Württemberg         | Sabina di Baviera              |  |  |       |  |  |                   |  |  |                      |  |
| Sabina di Württemberg             |                                  | Cristoforo di Württemberg         |                                |  |  |       |  |  |                   |  |  |                      |  |
|                                   |                                  | Anna Maria di Brandeburgo-Ansbach | Giorgio di Brandeburgo-Ansbach |  |  |       |  |  |                   |  |  |                      |  |
|                                   |                                  | Anna Maria di Brandeburgo-Ansbach | Giorgio di Brandeburgo-Ansbach |  |  |       |  |  |                   |  |  |                      |  |
|                                   |                                  | Anna Maria di Brandeburgo-Ansbach | Edvige di Münsterberg-Oels     |  |  |       |  |  |                   |  |  |                      |  |
| Guglielmo V d'Assia-Kassel        |                                  | Anna Maria di Brandeburgo-Ansbach |                                |  |  |       |  |  |                   |  |  |                      |  |
|                                   | Federico Magnus di Solms-Laubach | …                                 |                                |  |  |       |  |  |                   |  |  |                      |  |
|                                   | Federico Magnus di Solms-Laubach | …                                 |                                |  |  |       |  |  |                   |  |  |                      |  |
|                                   | Federico Magnus di Solms-Laubach | …                                 |                                |  |  |       |  |  |                   |  |  |                      |  |
| Giovanni Giorgio di Solms-Laubach | Federico Magnus di Solms-Laubach |                                   |                                |  |  |       |  |  |                   |  |  |                      |  |
|                                   |                                  | Agnese di Wield                   | …                              |  |  |       |  |  |                   |  |  |                      |  |
|                                   |                                  | Agnese di Wield                   | …                              |  |  |       |  |  |                   |  |  |                      |  |
|                                   |                                  | Agnese di Wield                   | …                              |  |  |       |  |  |                   |  |  |                      |  |
| Agnese di Solms-Laubach           |                                  | Agnese di Wield                   |                                |  |  |       |  |  |                   |  |  |                      |  |
|                                   |                                  | Giorgio I di Schönburg            | …                              |  |  |       |  |  |                   |  |  |                      |  |
|                                   |                                  | Giorgio I di Schönburg            | …                              |  |  |       |  |  |                   |  |  |                      |  |
|                                   |                                  | Giorgio I di Schönburg            | …                              |  |  |       |  |  |                   |  |  |                      |  |
| Margherita di Schönburg           |                                  | Giorgio I di Schönburg            |                                |  |  |       |  |  |                   |  |  |                      |  |
|                                   |                                  | Dorotea Reuss di Greiz            | …                              |  |  |       |  |  |                   |  |  |                      |  |
|                                   |                                  | Dorotea Reuss di Greiz            | …                              |  |  |       |  |  |                   |  |  |                      |  |
|                                   |                                  | Dorotea Reuss di Greiz            | …                              |  |  |       |  |  |                   |  |  |                      |  |
|                                   |                                  | Dorotea Reuss di Greiz            |                                |  |  |       |  |  |                   |  |  |                      |  |